# Merrill (Wisconsin)
Pour les articles homonymes, voir Merrill.
La ville de Merrill est le siège du comté de Lincoln, dans l’État du Wisconsin, aux États-Unis. Sa population s’élevait à 9 661 habitants lors du recensement de 2010, estimée à 9 225 habitants en 2016.

## Démographie
| Groupe                           | Merrill | Wisconsin | États-Unis |
| -------------------------------- | ------- | --------- | ---------- |
| Blancs                           | 96,3    | 86,2      | 72,4       |
| Métis                            | 1,2     | 1,8       | 2,9        |
| Autres                           | 0,9     | 2,4       | 6,2        |
| Asiatiques                       | 0,6     | 2,3       | 4,8        |
| Afro-Américains                  | 0,5     | 6,3       | 12,6       |
| Amérindiens                      | 0,4     | 1,0       | 0,9        |
| Total                            | 100     | 100       | 100        |
|                                  |         |           |            |
| Hispaniques et Latino-Américains | 2,0     | 5,9       | 16,7       |

Selon l'American Community Survey, pour la période 2011-2015, 98,43 % de la population âgée de plus de 5 ans déclare parler anglais à la maison, alors que 0,71 % parle l'espagnol, 0,60 % l'allemand et 0,26 % une autre langue.
Entre 2012 et 2016, le revenu par habitant était en moyenne de 24 590 dollars par an, en dessous de la moyenne du Wisconsin (29 253 dollars) et des États-Unis (29 829 dollars). De plus, 14,2 % des habitants de Merrill vivaient sous le seuil de pauvreté (contre 11,8 % dans l'État et 12,7 % à l'échelle du pays).

## Source
- (en) Cet article est partiellement ou en totalité issu de l’article de Wikipédia en anglais intitulé « Merrill, Wisconsin » (voir la liste des auteurs).

1. ↑  (en) « Merrill, WI Population - Census 2010 and 2000 », sur censusviewer.com.
2. ↑  (en) « Population of Wisconsin - Census 2010 and 2000 », sur censusviewer.com.
3. ↑  (en) « Language spoken at home by ability to speak English for the population 5 years and over ».
4. ↑  (en-US) « U.S. Census Bureau QuickFacts: Merrill city, Wisconsin; Wisconsin; UNITED STATES », sur Census Bureau QuickFacts (consulté le 20 avril 2018).